# Leucanopsis syggenes
Leucanopsis syggenes là một loài bướm đêm thuộc phân họ Arctiinae, họ Erebidae.